# Bijlmerdreefmetrobrug

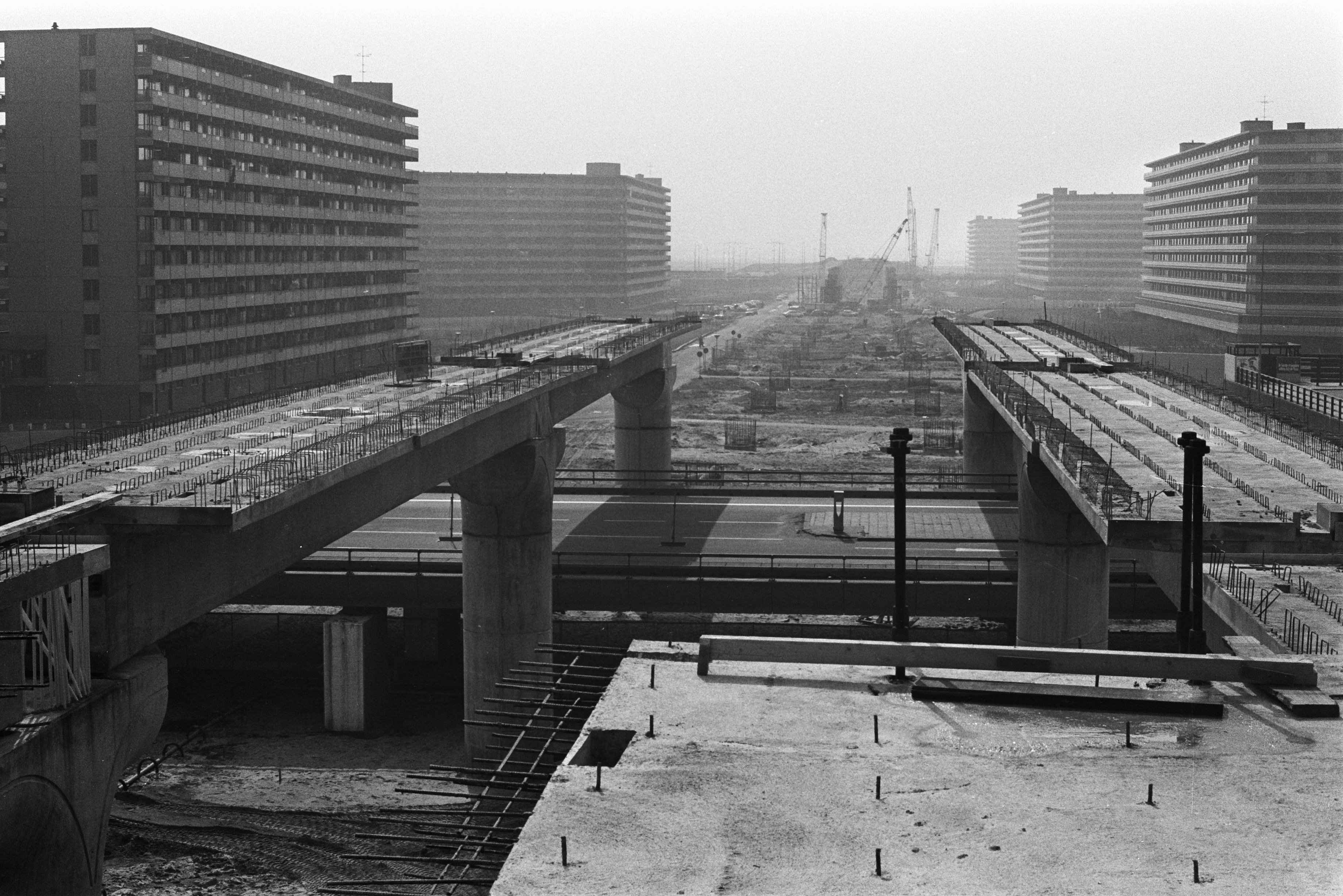
Brug 1613 in aanbouw (1973)

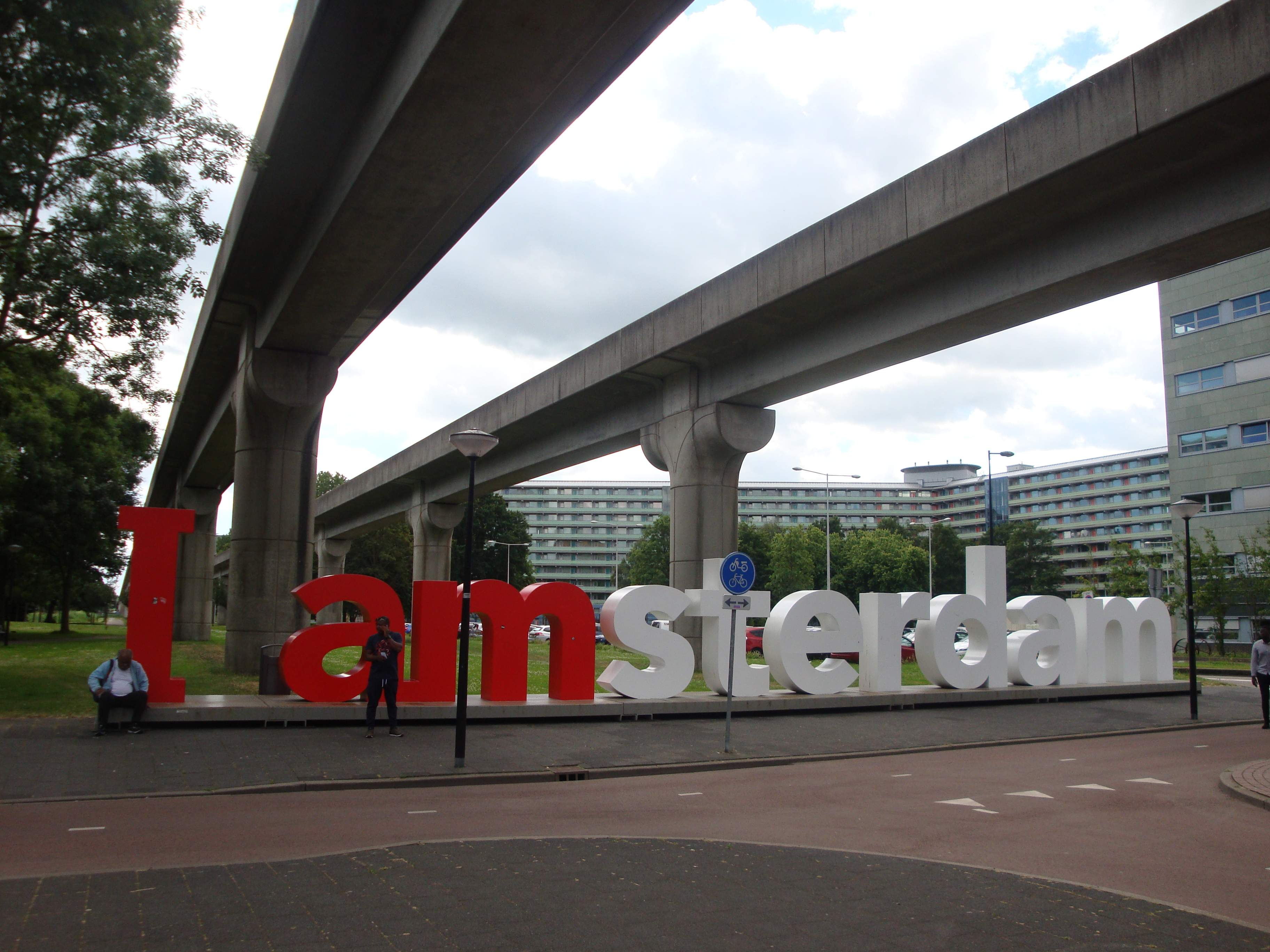
De Bijlmerdreefmetrobrug tegenover station Ganzenhoef, bij Grubbehoeve, met het tijdelijke daar geplaatste IAMsterdam-logo op 2 juli 2019

De Bijlmerdreefmetrobrug (brug 1613) is een bouwkundig kunstwerk in Amsterdam-Zuidoost bestaande uit twee enkelvoudige spoorviaducten van elk 1100 meter lang.

## Geschiedenis
Toen in 1962 de bebouwing van de Bijlmermeer werd uitgetekend werd tussen Groeneveen en Grubbehoeve en tussen Kruitberg en Kleiburg een stippellijn getrokken waarbij geconcludeerd werd dat daar voor het stadsspoor een viaduct en geen spoordijk moest komen. De reden hiervan was dat een metrobaan kruisingsvrij is. Een dijk zou in dit deel van de Bijlmermeer erg hoog moeten zijn omdat niet alleen het maaiveld maar ook de halfhoge wegen moeten worden gekruist. Toen besloten werd een viaduct te bouwen was de vraag of er een breed viaduct met twee sporen moest komen of twee smalle viaducten met een enkel spoor. Onder een breed viaduct zou het groen op het maaiveld wegkwijnen, zou het er stoffig worden en kon dan beter worden betegeld. Met besloot echter tot de bouw van twee viaducten waarbij de beplanting op het maaiveld voldoende zonlicht en regenval zou krijgen om te kunnen groeien. Voorts zouden twee viaducten minder kolossaal aan doen dan een breed viaduct en het maaiveld één geheel laten zijn. De kosten van de varianten bleken elkaar niet veel te ontlopen. Voor de bouw werden vier bekende aannemers benaderd en van Van Hattum en Blankevoort kreeg op 20 april 1972 de opdracht voor ƒ 11.799.000.

## Bouw
Beide viaducten staan 15 meter uit elkaar en de 66 kolommen staan in 2 rijen 33 meter uit elkaar. De kolommen zijn van binnen hol, de buitenmaat van elke kolom is 230 centimeter in doorsnee en de wanddikte een halve meter. De reden dat de kolommen rond zijn is dat ze uit de verte zo het slankst lijken. De kolommen werden ter plaatse gestort met voetkolom, kolomkop en op de kop nog een blok. Op de kolommen zijn horizontale kokerliggers geplaatst op neopreen. De kolomblokken vangen de horizontale krachten van de optrekkende en afremmende metrotreinen op. 
De liggers zijn ruim 30 meter lang en wegen 165 ton per stuk en werden gemaakt in Zeeland bij Kats op Zuid-Beveland. De aannemer beschikte hier nog over het werkterrein waar de elementen voor de Zeelandbrug zijn gemaakt. De liggers zijn per schip van Zeeland naar Amsterdam gebracht wat goedkoper was dan ze ter plekke te fabriceren.

## Uitvoering
De spoorviaducten zijn kaarsrecht en beginnen even ten noorden van metrostation Ganzenhoef en gaan daarin over; overspannen de Bijlmerdreef (oorspronkelijk lag daar brug 1017), doorsnijden de G-buurt, overspannen een sierwater, gaan over in het metrostation Kraaiennest in de K-buurt, overspannen de Karspeldreef om vlak voor de Kekermetrobrug te eindigen. Bij die laatste metrobrug zijn de sporen samengevoegd over een viaduct. Ze dragen sinds opening de Gaasperplaslijn in de Oostlijn. Het ontwerp kwam van Sier van Rhijn en Ben Spängberg werkend bij de Dienst der Publieke Werken. Het is een industrieel ontwerp in een stijl verwant aan het brutalisme. Ze werd gebouwd tussen 1971 en 1975.
Korth Thielen Architecten verwerkte de silhouet van die viaducten in “hun” brug 1459.
Op 18 december 2017 besloten burgemeester en wethouders van Amsterdam het viaduct een naam te geven. De Bijlmerdreefmetrobrug is vernoemd naar de onderliggende straat, die op haar beurt naar de wijk, polder en meer is vernoemd.

## Bijlmerramp
Bij de Bijlmerramp op 4 oktober 1992 vloog de vracht Boeing 747 van El Al precies op het hoekpunt in waar de galerijflat Groeneveen overging in Klein-Kruitberg ongeveer 40 meter ten westen van het westelijke viaduct. Het viaduct bleef ongeschonden en doorstond de intense hitte zonder noemenswaardige schade. Het viaduct was een aantal dagen niet bruikbaar voor het metroverkeer in verband met blus-, reddings- en opruimingswerkzaamheden.

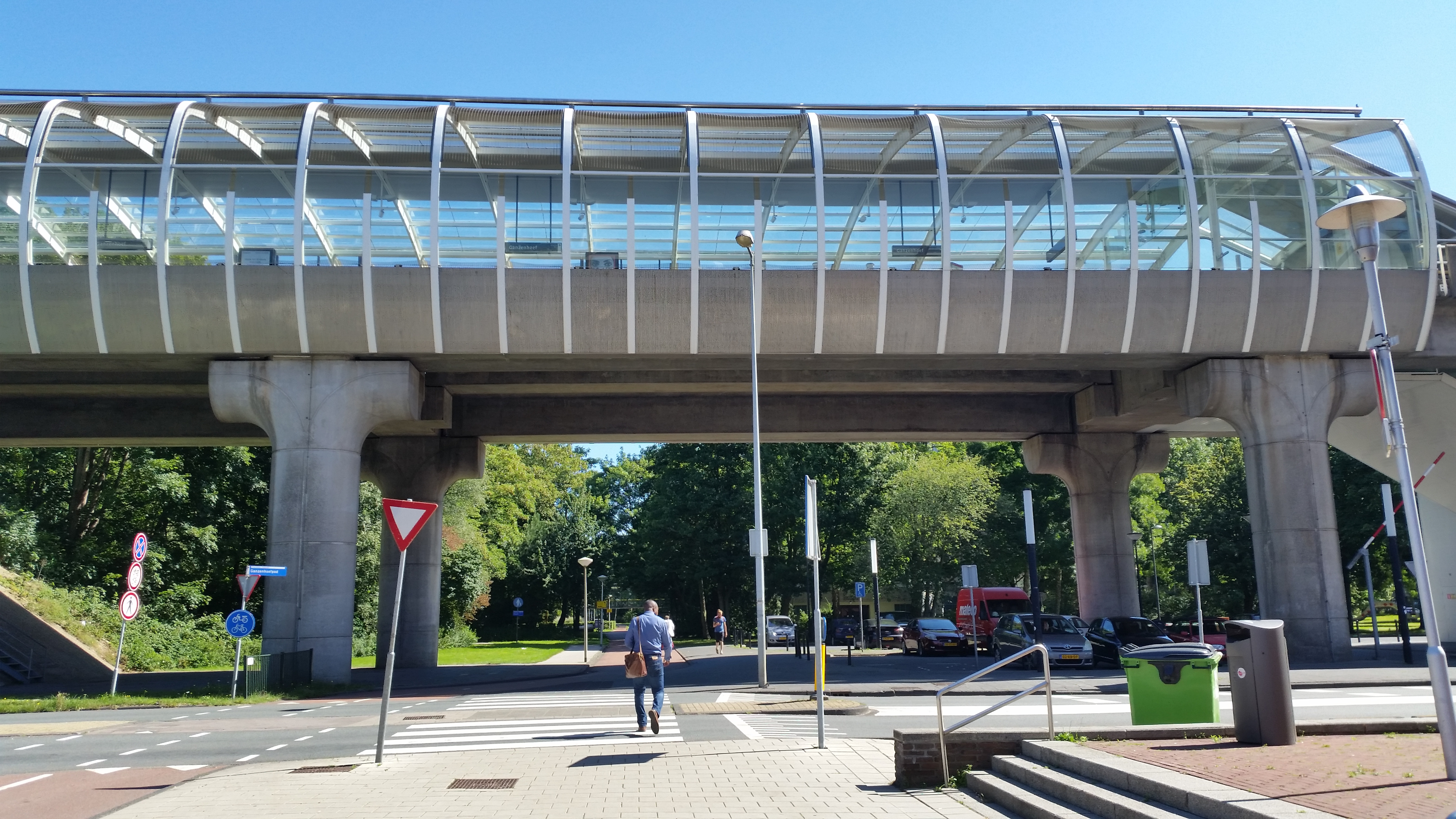
Station Ganzenhoef op brug 1613 (augustus 2020)

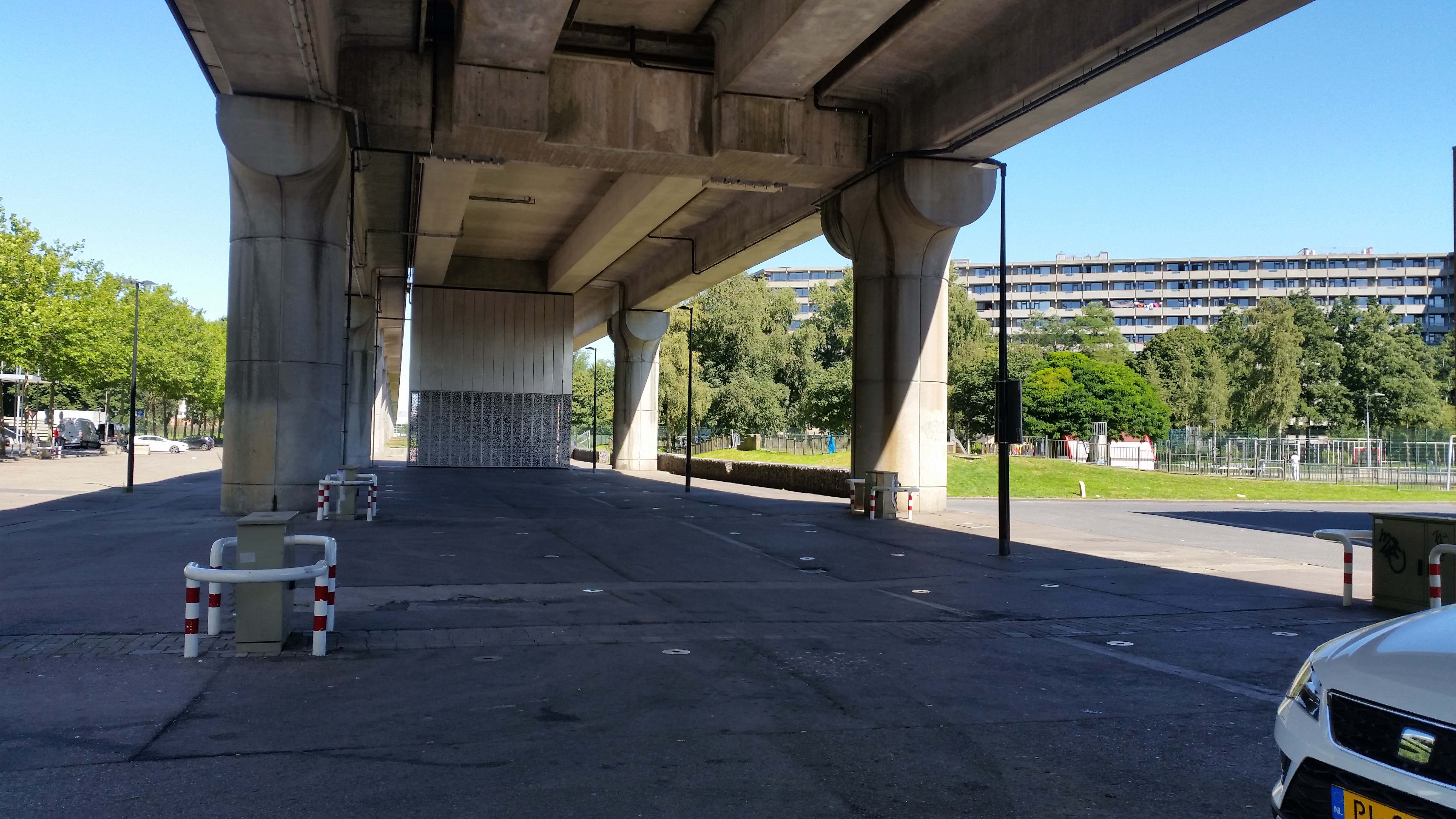
Brug 1613 bij Kraaiennest (augustus 2020)

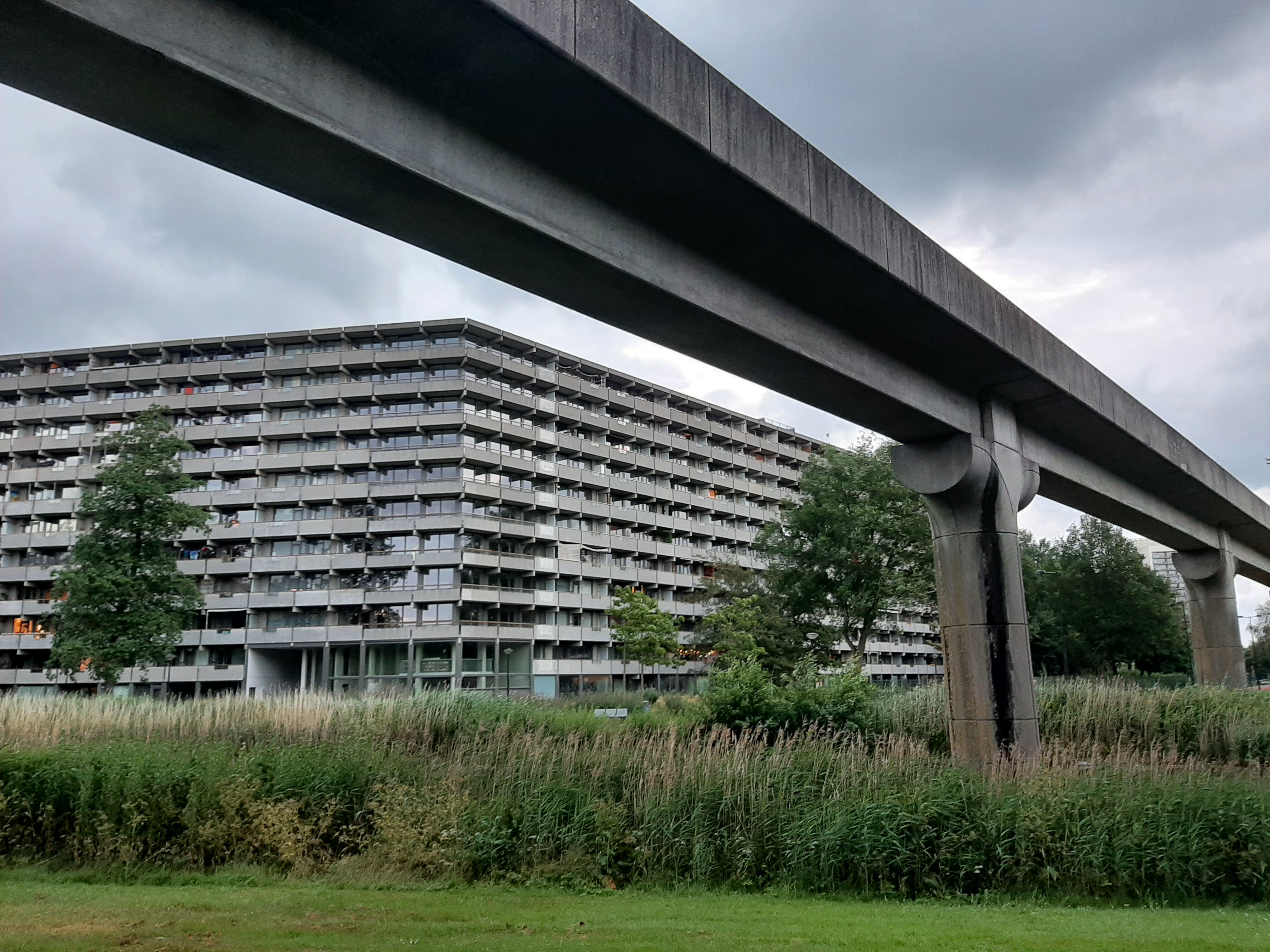
Kleiburg/Bijlmerdreefmetrobrug (2021)

<<< · 1601 · 1602 · 1603 · 1604 · 1605 · 1606 · 1607 · 1608 · 1609 · 1610 · 1611 · 1612 · 1613 · 1614 · 1615 · 1616 · 1617 · 1618 · 1619 · 1620 · 1621 · 1622 · 1623 · 1624 · 1625 · 1626 · 1627 · 1629 · 1630 · 1633 · 1634 · 1635 · 1636 · 1637 · 1638 · 1639 ·  1640 · 1641 · 1642 · 1643 · 1644 ·  1645 · 1646 · 1647 · 1648 · 1649 · 1650 · 1651 · 1652 · 1653 · 1654 · 1655 · 1656 · 1657 · 1658 · 1659 · 1660 · 1661 · 1662 · 1663 · 1664 · 1695 · 1696 · 1697 · >>>
Brugnummers  1600, 1628, 1632, 1665-1694, 1698, 1699 zijn niet vergeven. Brug 1631 is in 2019 gesloopt.